# Слој презентације
Слој презентације (енгл. Presentation layer) је шести од седам слојева ОСИ референтног модела, одговара на захтеве слоја апликације и даље их прослеђује слоју сесије. Овом слоју се не могу као и иначе придружити одговарајући протоколи неког стека. 
Његове примарне функције су:
- Кодирање и конверзија података
- Компресија/Декомпресија података при слању/пријему.
- Енкрипција/Декрипција података.

Кодирање из слоја апликације како би се обезбедила исправна интерпретација података од пријемне стране. Пример. Конверзија из EBCDIC-кодираног текстуалног фајла у ASCII-кодиран фајл. При комуникаији размењујемо фајлове типа текста, слике или видео-снимка, типични примери компрасија ових формата су: QuickTime, (енгл. Motion Picture Experts Group) (MPEG), (MPEG верзија 4) видео комресије, (енгл. Graphics Interchange Format), (енгл. Joint Photographic Experts Group) (JPEG), и (енгл. Tagged Image File Format) (TIFF), компресије слике. Навели смо и сервис енкрипције, у смислу заштите података. Наиме, подаци се енкрптујући могу тумачити само ако корисник поседује тзв. кључ за декрипцију.